# Koń gorącokrwisty

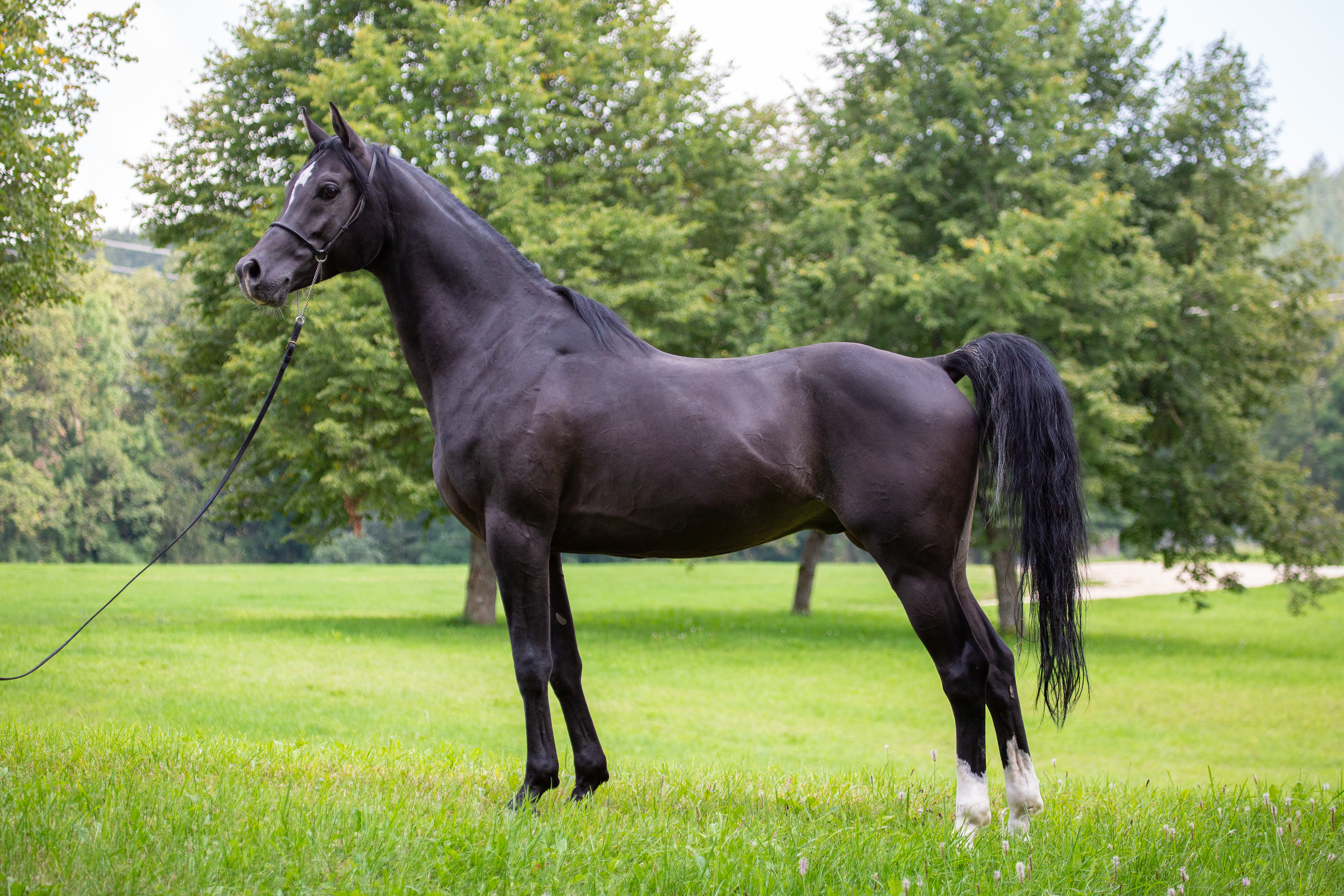
Koń arabski

Konie gorącokrwiste – konie o dużej sprawności fizycznej, które mają cechy konia sportowego. Użytkowane są najczęściej w sportach konnych i na wyścigach. Są energiczne, przystosowane do pracy w szybkim ruchu. Mają żywy temperament i lekką budowę, co jest ich charakterystyczną cechą.
Konie gorącokrwiste hodowane są najczęściej z udziałem krwi koni angielskich lub arabskich – ras gorącokrwistych hodowanych w największej czystości. Kolejnym przykładem typowego konia gorącokrwistego jest koń angloarabski.

## Pochodzenie
Przyjmuje się, że konie gorącokrwiste pochodzą od koni orientalnych: turkmeńskich, perskich, syryjskich, arabskich i berberyjskich. Zostały one udomowione przez plemiona żyjące na stepach azjatyckich. Wskutek najazdów dokonywanych przez te ludy na wschodnie kraje znad Morza Śródziemnego oraz na Północną Afrykę hodowane przez nie konie rozpowszechniły się także w Hiszpanii, Francji, Anglii i innych krajach Europy. Były tam następnie kojarzone z miejscowymi końmi domowymi. 
Według jednej z hipotez, koń arabski uważany najczęściej za „rasę podstawową” koni, pochodzi od konia Przewalskiego oraz tarpana, które przetrwały epokę lodową. Kolejną dyskutowaną kwestią jest, czy współczesne konie gorącokrwiste pochodzą od jednej tylko rasy.